# Guyanaparakit
Guyanaparakit (Pyrrhura picta) är en fågel i familjen västpapegojor inom ordningen papegojfåglar.

## Utseende
Guyanaparakiten är en vackert tecknad liten parakit. Den har mestadels grön kropp, med mörkröd buk och rödbrun stjärt. På huvudet syns ett intrikat mönster, mestadels mörkt rödbrunt med ljus kind, blå hjässa och fjälligt bröst. 

## Utbredning och systematik
Guyanaparakiten förekommer i Venezuela, Guyana-regionen och norra Brasilien. Tidigare inkluderades azueroparakit, perijáparakit, venezuelaparakit, santarémparakit, brunhuvad parakit och rosenpannad parakit i picta-komplexet.

## Levnadssätt
Guyanaparakiten hittas i skog, skogsbryn och savann, huvudsakligen i låglänta områden och förberg. Den ses vanligen i snabbt flygande flockar, men kan samlas vid fruktbärande träd.

## Status
IUCN kategoriserar arten som livskraftig.